# Gabriela Michetti
Marta Gabriela Michetti (Laprida, 28 de maig de 1965) és una política argentina del partit Propuesta Republicana.
Fou Vicepresidenta de l'Argentina al període 2015-2019; la va succeir la expresidenta Cristina Fernández de Kirchner.
Anteriorment fou vice-presidenta ("vicejefa") del govern de la Ciutat de Buenos Aires amb Mauricio Macri (2007-2015).